# 張達 (明朝)
張達（1432年—1505年），字時達，號柏庵，江西吉安府泰和縣人。明朝政治人物。

## 生平
江西乡试第八十八名举人，天顺八年（1464年）甲申科会试第一百七十二名，三甲第一名進士，初授工部都水司主事，調營繕司，遷任屯田司郎中，擢應天府丞，因丁憂去職。守制結束之後，授南京光祿寺卿。弘治十三年（1500年），擢工部右侍郎。弘治十八年（1505年）卒。

## 家族
曾祖张宗震。祖父张日敬。父张士美，號華軒，贈南京光禄寺卿。母吴氏，贈淑人。慈侍下。兄時沾；時濟；時濬；時啓，訓導；時警，贡士。弟時遇。

## 外部連結
- 谢铎与《甲申十同年图》